# Billie Jean
A Billie Jean Michael Jackson amerikai énekes egyik legismertebb dala, a második kislemez 1982-ben megjelent, Thriller című albumáról. A kislemez 1983. január 2-án jelent meg és 1983 egyik legsikeresebb kislemeze lett, számos országban vezette a slágerlistát. Az Egyesült Államokban 1989-ben platinalemez lett és számos díjat elnyert. A dalhoz készült videóklip is hozzájárult ahhoz, hogy a Thriller minden idők legnagyobb példányszámban elkelt albuma lett. Ez a klip volt az első olyan videóklip fekete előadótól, amit az MTV nagy gyakorisággal sugározott, ezzel segített más fekete előadóknak is az áttörésben. A Motown 25: Yesterday, Today, Forever című műsorban Jackson ennek a dalnak az előadása közben mutatta be először jellegzetes táncát, a moonwalkot.

## Háttere
A dal egy megszállott rajongóról szól, aki azt állítja, Jacksontól van a gyereke. Egy feltételezés szerint a szöveget Jackson egy őrült rajongója ihlette, de Jackson maga azt állította, a témát azok a fiatal lányok adták, akik őt és bátyjait követték és zaklatták a The Jackson 5 sikerének csúcsán. „Billie Jean nem létezett. A dalban szereplő lányt azokról a lányokról mintáztam, akik a bátyáimat zaklatták éveken át. Sosem értettem, hogy mondhatja valaki, hogy gyereke van egy férfitól, ha nem igaz” – írja Michael Jackson Moonwalk című könyvében (1988).
Jackson életrajzírója, J. Randy Taraborrelli szerint a dalt egy 1981-ben történt eset ihlette. The Magic & The Madness című könyvében Taraborelli leírja, hogy egy fiatal nő levelet írt Jacksonnak, melyben azt állította, ikrei egyike az énekestől van. Jackson, aki gyakran kapott leveleket nem teljesen normális rajongóktól, sosem találkozott a nővel, és nem válaszolt a levélre, a nő azonban továbbra is zaklatta levelekkel, melyekben szerelmet vallott neki, és azt kérdezte, Jackson miért nem törődik a gyerekével. Az énekest annyira zavarták a levelek, hogy rémálmai voltak tőle. Később a nő képet küldött neki saját magáról és egy fegyverről, és azt írta, megöli magát és a gyereküket, és kérte Jacksont, hogy ő is legyen öngyilkos, hogy következő életükben együtt legyenek. Jackson anyja ellenkezése ellenére kiakasztotta a nő képét az ebédlőben. A nőt később kórházba vitték pszichiátriai gyógykezelésre.

## Felvételek
Jackson kijelentette, hogy amikor megírta a dalt, már tudta, hogy sikeres lesz. „Egy zenész felismeri, miből lesz sláger. Amiben úgy érződik, minden a helyén van. Ami elégedetté tesz és jó érzéssel tölt el. Ezt éreztem a Billie Jeannel kapcsolatban; amikor megírtam, már tudtam, hogy nagy siker lesz.” Annyira elmerült a dalban és a rajta való gondolkodáson, hogy egyszer nem vette észre, hogy kigyulladt a kocsija, és egy barátjával együtt lángoló autóban utazott, míg egy motoros nem figyelmeztette.

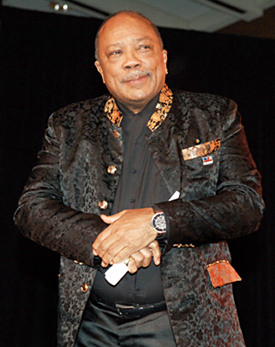
Quincy Jones producernek eleinte nem tetszett a Billie Jean

Jackson nehezen tudott megegyezni a dal producerével, Quincy Jonesszal, aki gyengének érezte a dalt és nem akarta, hogy felkerüljön az albumra. Meghallgatta a demófelvételt és nem tetszett neki a basszus. A 29 másodperces bevezetőt is ki akarta vágni, mert abban az időben hosszúnak számított, Jackson azonban ragaszkodott hozzá. „Azt mondtam: Michael, az intrónak mennie kell” – idézte fel később Jones. „Azt felelte: 'De hát ez a legjobb az egészben! (…) Ettől perdülök táncra.' És ha valamire Michael Jackson azt mondja, táncra perdül tőle, mi többiek jobb, ha elhallgatunk.” Jones azt is szerette volna, ha a dal címét megváltoztatják Not My Loverre (a refrén szövege: Billie Jean is not my lover – „Billie Jean nem a szeretőm”), mert félt, hogy az emberek azt fogják hinni, Billie Jean King teniszezőről van szó benne. Jackson nem volt hajlandó változtatni a címen, és szerette volna, ha Jones mellett ő is a dal producere lehet, mivel úgy érezte, már a demóváltozat is pont úgy hangzott, mint a befejezett dal. Emellett extra részesedést is kért a dal utáni bevételből. Ezen több napra összeveszett Jonesszal, aki egyikbe sem egyezett bele.
Jackson egyetlen felvétel alatt énekelte fel a dalt, előtte minden reggel gyakorolt. Tom Scott dzsessz-szaxofonos lyriconon játszott. Louis Johnson basszusgitáros minden egyes gitárján végigpróbálta a dalt, mire Jackson döntött, egy Yamaha gitárra esett a választása. Greg Phillinganes volt a billentyűs. Később azt mondta a dalról, hogy „minden szinten menő: ritmusban, hangzásban is, a hangszerelés annyira minimális, hogy mindent hallani lehet. A dallama is menő, a szövege is, az ének is. Hatással van rád fizikailag, érzelmileg, még lelkileg is.”
David Williams gitárszólóját a stúdióban sehogy nem sikerült a kellő hangzással felvenni. A végleges változatban az a verzió szerepel, amit Jackson otthoni stúdiójában vettek fel a demóhoz. A dalt Bruce Swedien keverte, kilencvenegyszer, ami szokatlan tőle, mert rendszerint már az első változattal beéri. Miután megbeszélték a dolgot Jacksonnal, a második változat mellett döntöttek. Jones azt mondta Swediennek, alkosson olyan dobhangzást, amilyet még senki nem hallott. Azt mondta, adjon hozzá egy újabb elemet: a „hangzásbeli egyediséget”. „Építettem egy dobplatformot és terveztem pár különleges apróságot, például basszus dobfedelet és egy lapos fadarabot a pergődob és a lábcin közé. (…) Kevés olyan dal van, amit az első pár dobütésből fel lehet ismerni. De azt hiszem, a Billie Jean ilyen – és ezt a hangzásbeli egyediségnek tulajdonítom.”

## Zene
A Billie Jean műfaja dance-pop és R&B. Standard dobütemmel kezdődik: lábdob, pergődob és lábcin, és alig van benne visszaverődés. Ez a ritmus változatlanul ismétlődik az egész dalban. Négy ütem után megszólal az ismétlődő basszus.
A szöveg arról szól, hogy Billie Jean csábító táncával mindenki figyelmét felhívja magára, majd a hálószobába csalogatja Jacksont. Jackson hangterjedelme magas baritontól falzettig terjed, és rendszerint olyan dallamokat írt, amelyeket ebben a hangterjedelemben tud énekelni; a Billie Jeanben hangja tenor és mély falzett között mozog. A refrén utolsó sorában egy teljes oktávot kiénekel.
A dal F# moll, ritmusa 117 BPM. Az első refrén után csellóra emlékeztető szintetizátor szólal meg a harmadik és negyedik versszak elején is. Mikor az a sor jön, hogy a kisbaba szeme hasonlít Jacksonéra, megszólal a háttérben egy „jaj, ne!”

## Megjelentetése és fogadtatása
A Thriller 1982. december 1-jén jelent meg, és nagy sikert aratott a kritikusok és a zenehallgatók körében is. A Billie Jean 1983. január 1-jén jelent meg, az album második kislemezeként, Jackson és Paul McCartney duettje, a The Girl is Mine után. A dal listavezető lett a Billboard Hot 100 slágerlistán, és hét héten át állt az első helyen. Három hét múlva a Billboard R&B-slágerlistájának első helyére is felkerült, itt Jacksonnak ez a dala érte el leggyorsabban az első helyet az 1970-es ABC, The Love You Save és I’ll Be There óta. Kilenc hétig maradt az első helyen, majd a The Gap Band Outstanding című dala szorította le. A Billie Jean a 9. helyig jutott a Billboard Hot Adult Contemporary Tracks slágerlistáján. Listavezető lett az Egyesült Királyságban is. A Billie Jean és a Thriller ugyanazon a héten vezették a kislemez- és az albumslágerlistát az Egyesült Államokban és az Egyesült Királyságban is, ami nem sokaknak sikerül. A dal az USA-ban 1983 harmadik legtöbb példányszámban elkelt kislemeze volt, az Egyesült Királyságban a kilencedik. Listavezető lett Spanyolországban és Svájcban, és az első tízbe került a slágerlistán Ausztriában, Olaszországban, Svédországban és Új-Zélandon.
A Rolling Stone-nak írt kritikájában Christopher Connelly így jellemezte a Billie Jeant: „erőteljes funkszám, üzenete nyersebb nem is lehetne: „azt mondja, én vagyok az igazi / de a gyereke nem tőlem van”. Connelly szerint a dal „szomorú, szinte gyászos, de Jackson érzéseit ütős elszántság hangsúlyozza”. A Blender magazin szerint a dal az egyik „legkülöncebb, pszichológiailag legterheltebb, legbizarrabb dolog, ami valaha is kikötött a rádió népszerű dalai közt”. „Ijesztően komor, lüktető, portyázó macskára emlékeztető basszussal, ostorcsapásra hasonlító dobokkal és kísérteties vokállal, ami kitölti a tágas helyet a billentyűsök és gitárok hangja közt. (…) Öt perc hosszú idegösszeomlás ritmusra”. A Stylus Magazine szerint a dal „a fekete-fehér filmek egyik legjobb átvitele a popzenére, a végén nincs megoldás, csak egy egyedülálló anya és egy önző, gondatlan gazember.” A Thriller 25-ről írt kritikájában az AllMusic kijelentette, hogy a Billie Jean futurisztikus funkhangzása megdöbbentő volt. A dalt Jackson életrajzírói is dicsérték. Nelson George szerint Jerry Hey elrendezése veszélyes hangulatot adott a dalnak. J. Randy Taraborrelli szerint Quincy Jones más dalaihoz képest „sötét és ritkás”.
A Billie Jean számos díjat elnyert. Az 1984-es Grammy-díjkiosztón rekordnak számító nyolc jelölésből két díjat is elnyert: a „legjobb R&B-dal” és a „legjobb R&B-előadás férfi előadótól” kategóriában. Elnyerte a Billboard Music Awardot legjobb dance/disco 12" lemez kategóriában, és a magazin olvasóinak szavazata alapján az 1980-as évek legjobb dala lett. Az American Music Awards legjobb pop/rock kislemez, illetve a Cash Box legjobb pop kislemez és legjobb fekete kislemez díját is elnyerte.
A dal a Canadian Black Music Awards „legjobb külföldi kislemez” díját is elnyerte, és megkapta a Black Gold díjat az év kislemeze kategóriában. 1984-ben megkapta a National Association of Recording Merchandiserstől a legmagasabb példányszámban elkelt kislemeznek járó Gift of Music díjat. 1989-re platinalemez lett az Egyesült Államokban, több mint egymillió eladott példányszám után. Internetes letöltések alapján 2005-ben lett aranylemez, miután több mint félmillióan töltötték le. 2010 szeptemberéig az USA-ban a dalt 1 964 000-en töltötték le.
1983-ban Lydia Murdock válaszdalt énekelt Superstar címmel, melyben a nő szemszögéből mutatja be a történteket („I'm Billie Jean, and I'm mad as hell” – „Billie Jean vagyok, és pokoli dühös”). A dal sikert aratott Kanadában és az Egyesült Királyságban.

## Promóció

### Videóklip
A Billie Jean videóklipje volt az, ami az akkor még új és meglehetősen ismeretlen MTV zenecsatornát népszerűvé tette. Ez volt az egyik első videóklip fekete előadótól, amit a csatorna rendszeresen sugárzott; korábban úgy vélték az MTV-nél, hogy a feketék zenéje „nem eléggé rock”. A videóklipet részben a Somebody Up There Likes Me című film ihlette, rendezője pedig Steve Barron lett. A klipben egy lesifotós követi Jacksont, de soha nem éri utol, és amikor lefényképezi, Jackson nem jelenik meg a képen. Jackson eltáncol Billie Jean hotelszobájáig, és lába nyomán világítani kezdenek a járda kövei. Jackson egy ugrás után lábujjhegyre érkezik. Mikor elér a szállodába, felmegy a lépcsőn Billie Jean szobájába, és a lépcsőfokok is világítani kezdenek lépte nyomán, majd egy kiégett „Hotel” felirat is. A lesifotós megérkezik, és látja, hogy Jackson eltűnik Billie Jean ágyában. A rendőrség ezután letartóztatja a fotóst, amiért Billie Jean után leskelődik. Jackson fekete bőrnadrágot, rózsaszín inget és vörös csokornyakkendőt visel a klipben, ezt Amerika-szerte utánozták a gyerekek. A New Jersey állambeli Bound Brook Középiskola a diákok tiltakozása ellenére megtiltotta, hogy bárki is fél pár fehér kesztyűt hordjon, ahogy Jackson tette, amikor a Motown 25: Yesterday, Today, Forever című műsorban előadta a dalt.
Walter Yetnikoff, Jackson lemezcégének, a CBS-nek az elnöke kérte az MTV-t, hogy játsszák a videóklipet. Mikor a csatorna eleinte nem volt erre hajlandó, Yetnikoff megfenyegette őket, hogy megtiltja nekik a CBS/Epic kiadóhoz szerződött előadók klipjeinek sugárzását és nyilvánosságra hozza, mi a csatorna hozzáállása a fekete zenészekhez. „Mondtam az MTV-nek: 'Levettetek mindent a műsorotokról, mindent, ami a miénk. Nem kaptok több videóklipet. És a nyilvánosság elé állok és kurvára elmondok mindenkinek mindent erről, hogy nem vagytok hajlandóak egy fekete fickó zenéjét játszani.'” Les Garland, aki akkor az MTV beszerzési osztályának vezetője volt, tagadja, hogy a csatorna a CBS nyomására kezdte volna játszani a klipet. „Nem vonakodtunk egyáltalán. Felhívtam Bobot (Robert W. Pittman, az MTV egyik alapítója) és azt mondtam neki: 'Az előbb jobb videóklipet láttam, mint valaha életemben.' Már aznap játszani kezdtük. Nem tudom, hogy terjedt el ez a tévhit.” Az MTV nagy gyakorisággal adta a klipet, melynek megjelenése után a Thrillerből további tízmillió példány elkelt. A rövidfilmmel Jackson 1992-ben bekerült a videóklipproducerek dicsőségcsarnokába. 2005-ben a klip az ötödik lett a világ 20 legjobb videóklipjét felsoroló felmérésben, melyben 31 popénekest, videókliprendezőt, ügynököt és újságírót kérdezett meg a „3” nevű telekommunikációs cég. A klip minden idők 35. legjobb videóklipje lett az MTV és a TV Guide magazin közös listáján az ezredfordulón.
A videóklip felkerült Jackson Video Greatest Hits – HIStory és Number Ones DVD-kre, illetve a Thriller 25 és a Michael Jackson's Vision bónuszlemezére.

### Motown 25
1983. március 25-én Jackson előadta a Billie Jeant a Pasadena Civic Auditoriumban rendezett Motown 25: Yesterday, Today, and Forever ünnepségen, melyen a Motown Records kiadó fennállásának huszonötödik évfordulóját ünnepelték. A Suzanne De Passe rendezte műsorban a kiadó akkori és korábbi legsikeresebb előadói léptek fel, hogy tisztelegjenek a kiadó alapítója, Berry Gordy előtt és megköszönjék, hogy előremozdította karrierjüket. Jackson először visszautasította a meghívást, azt mondta, nem szeretne újra a bátyjaival fellépni, de meggondolta magát, miután az általa nagy tiszteletben tartott Gordy meglátogatta. Jackson azzal a feltétellel vállalta a fellépést, hogy szólóban is felléphet. Gordy beleegyezett, és eldöntötték, hogy az énekes a Billie Jeant fogja előadni.
Marvin Gaye, Smokey Robinson és Mary Wells előadása után a The Jacksons lépett színpadra, nyolc év után először újra együtt. Egy egyveleget adtak elő régebbi sikereikből, végén az I’ll Be There-rel, majd távoztak és Michael egyedül maradt a színpadon. Beszélt a közönséghez, majd előadta a dalt. Teljesen feketébe volt öltözve, egyik kezén fehér, strasszos kesztyűvel. Itt adta elő először nyilvánosan a moonwalk (holdséta) nevű tánclépést, ami karrierje egyik meghatározó elemévé vált.
A Motown 25: Yesterday, Today, Forevert ötvenmillió ember nézte. Jacksont Emmy-díjra jelölték fellépéséért. Jackson ezzel az előadással bővítette közönségét és még tovább növelte az album eladási adatait. A Thriller minden idők legmagasabb példányszámban elkelt albuma lett. A műsor sugárzása utáni napon Jacksont felhívta gyerekkori bálványa, Fred Astaire táncművész, és megdicsérte táncát. Egy másik nagy példaképe, Sammy Davis Jr. megdicsérte Jackson fekete strasszos zakóját, amit az énekes ezután neki ajándékozott.
Jackson azt nyilatkozta, a fellépése nem egészen úgy sikerült, ahogy tervezte, tovább szeretett volna lábujjhegyen állni. Később azt nyilatkozta, a Billie Jean egyike azoknak a daloknak, amiket a legszívesebben ad elő, de csak akkor, ha nem úgy kell előadnia, ahogy a Motown 25: Yesterday, Today, Foreverben. „A közönség előre számít rá, ezért egy előre megszabott pontnál kell előadnom a moonwalkot. Másképpen szeretném.”
A VH1 és az Entertainment Weekly 2000-ben összeállított listáján Jacksonnak ez a fellépése a hatodik helyre került a televíziózás 100 legnagyobb rock 'n' roll-pillanata közt. 2005-ben az Entertainment Weekly ezt a fellépést a popkultúra történelme egyik legfontosabb pontjának nevezte. „Ez a pillanat úgy elért mindenkit, ahogy élő zenei előadás korábban még soha. Szinte messianisztikus volt” – írta az újság szerkesztője, Steve Daly.

### Pepsi-reklámok
1984-ben a Pepsi szponzorálta a The Jacksons Victory turnéját. Cserébe Michaelnek és fivéreinek a cég két reklámjában kellett szerepelnie. Jackson átdolgozta a Billie Jeant Pepsi Generation címmel. A dal a reklám hivatalos zenéje lett és 7"-es kislemezen is megjelent. Az első reklámban Alfonso Ribeiro szerepelt Jackson-imitátorként. Mindkét reklám rendezője Bob Giraldi, aki a Beat It videóklipjét is rendezte. 1984 februárjában 1600-an vettek részt a The Choice of a New Generation reklámkampány megnyitóján, mindannyian kaptak egy példányt a kislemezből. A második reklám forgatásakor a színpadot kivilágító pirotechnikai berendezés felrobbant és Jackson haja lángra kapott. Emiatt az énekesnek plasztikai műtétre volt szüksége. A reklámokat a Grammy-díjkiosztón mutatták be, Jackson parókát viselt, hogy eltakarja sérüléseit, miközben átvette rekordnak számító nyolc díját.

## Öröksége
A Billie Jean a popzene történetében az egyik legforradalmibb dalnak számít. Úttörő dolog volt egy dalhoz ekkora költségű videóklipet forgatni, de megtérült: a dal nagy szerepet játszott abban, hogy a Thriller minden idők legnagyobb példányszámban elkelt albuma legyen. A The Guardian szerint „alaposabban átgondolták ennek a dalnak az elkészítését, mint Axl Rose, a Coldplay vagy Shania Twain egész karrierjéét.” Jackson fellépései elhomályosították magának a dalnak a sikerét: többen nem egyszerűen csak hallgatni akarták a dalt, hanem látni, ahogy előadja. A dal és előadásai megszilárdították Jackson helyzetét popbálványként.
A Billie Jeant gyakran sorolják a valaha volt legjobb dalok közé. A BBC Radio 2 hallgatói megszavazták minden idők legjobb táncdalának. Miután bejelentette, hogy a Billie Jean győzött, Zoe Ball műsorvezető kijelentette, hogy örül a győzelemnek, és a dalt Jackson legjobb dalának tartja. A Rolling Stone és az MTV 2000-ben összeállított listáján a dal az 1963 óta készült legjobb popdalok közt a 6. helyre került. Nem ez lett Jackson egyetlen dala a listán: az I Want You Back a 9., a Beat It a 22. helyre került. Az első a The Beatles Yesterday című dala lett, melynek jogait ekkor már Jackson birtokolta.
Egy 2005-ös felmérésben, melyet a Sony Ericsson készített, a Billie Jean a világ harmadik kedvenc dala lett. Hatvan különböző országból több mint 700 000 ember szavazott. A brit szavazók körében a Billie Jean lett az első, megelőzve a Thrillert; az első tízben Jackson öt további szólódala szerepelt. Az MTV Europe minden idők tíz legjobb R&B-dala közül a 7. helyre tette. A Channel 4 és a HMV A millennium zenéje felméréseén, melyen 600 000 ember vett részt, a Billie Jean a 16. helyet érte el.
Pharrell Williams zenész egy interjúban kijelentette, hogy a Billie Jean az egyik kedvenc dala. „Nehéz megmondani, van-e jobb dal, mint a Billie Jean. Szerintem soha többé nem lesz még egy olyan dal, mint ez, ezzel a basszussal, ezzel a hatással, ezzel az örökérvényűséggel, ezzel a tökéletességgel.” A dal szerepelt a Charlie angyalai című filmben és a 2002-ben megjelent Grand Theft Auto: Vice City számítógépes játékban. Mikor 2006-ban Jackson Visionary projektjén belül ismét megjelentették, a dal a 11. helyre került a brit slágerlistán, és több mint 40 hétig maradt a top 200-ban, ezzel magasan az első a legsikeresebb újrakiadott kislemezek közt. A dalt a mai napig gyakran játsszák a rádiók, a világ rádióállomásainak 90%-a adja, és hetente több mint 250 000-szer játsszák diszkókban.

## Közreműködők
- Michael Jackson: zene, dalszöveg, producer, vokális, ritmus- és szintetizátorelrendezés
- Quincy Jones: producer
- Greg Phillinganes: szintetizátor
- Greg Smith: szintetizátor
- Bill Wolder: szintetizátor, szintetizátorprogram
- David Williams: gitár
- Louis Johnson: basszusgitár
- N'dugu Chancler: dob
- Michael Boddicker: emulátor

## Dallista
Visionary kislemez
1. Billie Jean – 4:54
2. Billie Jean (12" edit) – 6:24
3. Billie Jean (videóklip) – 4:56

12" kislemez
1. Billie Jean (12" edit) – 6:24
2. Billie Jean (Instrumental) – 6:24

12" kislemez (Mexikó)
1. Billie Jean (12" edit) – 6:24
2. Beat It (Extended Version) – 5:41

7" Version (USA)
1. Billie Jean – 4:54
2. Can’t Get Outta the Rain – 4:10

7" version (Egyesült Királyság)
1. Billie Jean – 4:54
2. It’s the Falling in Love – 3:49

## Hivatalos remixek, változatok
1. Album Version – 4:54
2. 12" Version – 6:24
3. Instrumental – 6:24
4. Pepsi Version – 1:00
5. Four on the Floor Club Mix – 6:28
6. Four on the Floor Radio Mix – 4:40
7. Underground Mix – 6:40
8. Tony Moran’s Luscious Vocal Mix (kiadatlan)

Ronnie Ventura remixelte az első versszak első részét és a refrént az 1995-ben készített MJ Megamixhez, de teljes remixet nem készített a dalhoz.

## Slágerlistás helyezések és eladási adatok
| Slágerlista (1983)        | Legmagasabb helyezés |
| ------------------------- | -------------------- |
| Brit kislemezlista        | 1                    |
| Francia kislemezlista     | 1                    |
| Holland kislemezlista     | 2                    |
| Ír kislemezlista          | 1                    |
| Kanadai kislemezlista     | 1                    |
| Német kislemezlista       | 2                    |
| Norvég kislemezlista      | 6                    |
| Olasz kislemezlista       | 7                    |
| Osztrák kislemezlista     | 1                    |
| Spanyol kislemezlista     | 1                    |
| Svájci kislemezlista      | 1                    |
| Svéd kislemezlista        | 2                    |
| Új-zélandi kislemezlista  | 2                    |
| USA Billboard Hot 100     | 1                    |
| USA Hot R&B/Hip-Hop Songs | 1                    |

| Slágerlista (2009)              | Legmagasabb helyezés |
| ------------------------------- | -------------------- |
| Ausztrál kislemezlista          | 7                    |
| Brit kislemezlista              | 10                   |
| Dán kislemezlista               | 8                    |
| European Hot 100 Singles        | 9                    |
| Finn kislemezlista              | 11                   |
| Francia kislemezlista           | 1                    |
| Holland kislemezlista           | 3                    |
| Ír kislemezlista                | 11                   |
| Norvég kislemezlista            | 5                    |
| Olasz kislemezlista             | 17                   |
| Osztrák kislemezlista           | 15                   |
| Svájci kislemezlista            | 2                    |
| Svéd kislemezlista              | 3                    |
| Török Top 20                    | 9                    |
| Új-zélandi kislemezlista        | 15                   |
| USA Billboard Hot Digital Songs | 3                    |

### Eladási adatok
| Ország           | Minősítés    |
| ---------------- | ------------ |
| Egyesült Államok | Platinalemez |
| Franciaország    | Platinalemez |
| Új-Zéland        | Aranylemez   |

## Billie Jean 2008
A dalt Kanye West rapper remixelte 2008-ban, amikor a Thriller albumot megjelenésének 25. évfordulója alkalmából újra kiadták, Thriller 25 címmel. A Billie Jean 2008 címet viselő remix vegyes fogadtatásban részesült, a legtöbb kritikus úgy érezte, az eredetin lehetetlen javítani. Bill Lamb, az About.com munkatársa élettelennek nevezte a remixet, és kijelentette, hogy úgy hangzik, mintha West „úgy lépett volna be a stúdióba, hogy megfélemlítette az eredetinek a zsenialitása”. A Pitchfork Media kritikusa, Tom Ewing úgy érezte, plusz egy versszak egy más előadótól „dinamizmust vitt volna a mix ügyetlen klausztrofóbiájába”. Mike Joseph, aki a PopMatters számára írt kritikát a Thriller 25-ről, kellemesnek nevezte az új kiadást, de úgy érezte, West „lusta remixe” kivétel ez alól. „Lehetőséget kaptál rá, hogy remixeld minden idők egyik legnagyobb hatású albumának legnagyobb hatású dalát, és jobbat nem bírtál kitalálni, mint hogy egy dobgépet nyomj az eredeti elrendezésre?” Rob Sheffieldnek, a Rolling Stone kritikusának nem tetszett az eredeti basszus eltávolítása, és úgy érezte, a dal olyan lett, mint „Bobby Orr a jégen hokiütő nélkül”. Az IGN munkatársa, Todd Gilchrist azok közé tartozott, akik dicsérték West remixét. Kijelentette, hogy „egész jó szám” lett, „majdhogynem túljátssza az eredetileg hangsúlyozatlan drámát, kiegészíti és kortárs kontextusba helyezi a dalt.”

### Feldolgozások
A Billie Jeant számos más előadó feldolgozta az évek során.
- 1986-ban Caetano Veloso brazil zeneszerző dolgozta fel..[88]
- 1991-ben LL Cool J amerikai rapper felhasznált belőle egy részletet Who's Afraid of the Big Bad Wolf? című dalához.
  - Michael Jackson halála után ugyanő felhasznált a dalból egy részletet a Jackson tiszteletére felvett Billie Jean Dream számhoz.[89]
- 1995-ben a The Bates német punkegyüttes dolgozta fel, videoklipjében a Psycho film kulcsjeleneteit eljátszva.
- 1997-ben a Linx brit funkegyüttes dolgozta fel, Billie Jean Got Soul címmel.[37]
- 1999-ben a Invisibl Skratch Piklz hiphopegyüttes élőben előadta a Shiggar Fragger: Volume 2 végén.[90]
- 2000-ben Ian Brown angol zenész feldolgozta és megjelentette a második, Golden Greats című albumáról megjelent Dolphins Were Monkeys kislemezén.[37][91]
- 2006-ban a Westlife ír együttes előadta Face to Face turnéján.
- 2007-ben Chris Cornell amerikai rockzenész feldolgozta Carry On című albumán.[92]
- A Tigerstyle skót banghraegyüttes Nachna Onda Nai című dala a Billie Jean, illetve a Queen és David Bowie Under Pressure című számának mixe.
  - 2008 májusában a Signature táncegyüttes ezt a változatot adta elő a Britain’s Got Talent című tehetségkutató műsorban meghallgatásukon, majd a döntőben is.
- 2009-ben a dalt parodizálta a The Fringemunks együttes.[93]
- 2009-ben Charice Pempengco és Michael V. Fülöp-szigeteki énekesek előadták a dalt a Charice: Home for Valentine's műsorban a GMA tévécsatornán.[94]
- 2010-ben és 2011-ben Bruno Mars amerikai énekes előadta a dalt Doo-Wops & Hooligans című turnéján.[95]
- 2010-ben Terra Naomi vette fel a dal akusztikus változatát MJ Acoustic Covers – Tribute to Michael című albumára.[96][97]
- 2011-ben Patrick Stump, a Fall Out Boy rockegyüttes énekese a cappellaként vette fel a dalt, együtt a Screammel, a Man in the Mirrorral, a Thrillerrel és több más dallal.[98]
- 2011-ben a Nonpoint hard rock együttes feldolgozta a dalt és ingyen letölthetővé tette Facebook-oldaláról.[99]